# Christian Hanson
Christian David Hanson, född 10 mars 1986, är en amerikansk professionell ishockeyspelare som spelar inom NHL–organisationen St. Louis Blues. Han har tidigare representerat Toronto Maple Leafs på NHL-nivå.
Hanson blev aldrig draftad av något lag.